# Jaco Ahlers
Johannes Jaco Ahlers (Pretoria, 11 januari 1987) is een golfprofessional die speelt op de Sunshine Tour.

## Loopbaan
In 2006 werd Ahlers golfprofessional en maakte zijn debuut op de Sunshine Tour. In augustus 2009 behaalde hij zijn eerste profzege op die tour door de Vodacom Business Origins of Golf Tour van Erinvale te winnen. Op 30 november 2014 behaalde hij zijn tweede zege door het Lion Africa Cape Town Open te winnen.
In 2007 maakte hij zijn debuut op de Europese PGA Tour door deel te nemen aan het Alfred Dunhill Kampioenschap. In 2013 golfte hij op de Qualifying School van de Europese Tour om voor de eerste keer een volledige seizoen te golfen op die tour. Uiteindelijk slaagde hij er niet in om een speelkaart te bemachtigen.

## Gewonnen

### Sunshine Tour
| Nr. | Datum            | Toernooi                                         | Score           | Score | Info                                                                    |
| --- | ---------------- | ------------------------------------------------ | --------------- | ----- | ----------------------------------------------------------------------- |
| 1   | 14 augustus 2009 | Vodacom Business Origins of Golf Tour - Erinvale | 64-71=135       | –9    | Won de play-off van Ulrich van den Berg (36-holes; weersomstandigheden) |
| 2   | 30 november 2014 | Lion Africa Cape Town Open                       | 71-69-68-68=276 | –12   | Won de play-off van Ross McGowan en Hennie Otto                         |
| 3   | 22 maart 2015    | Investec Cup                                     | 72-73-68-66=279 | –9    | Won de play-off van Jaco Van Zyl                                        |